# Blair House

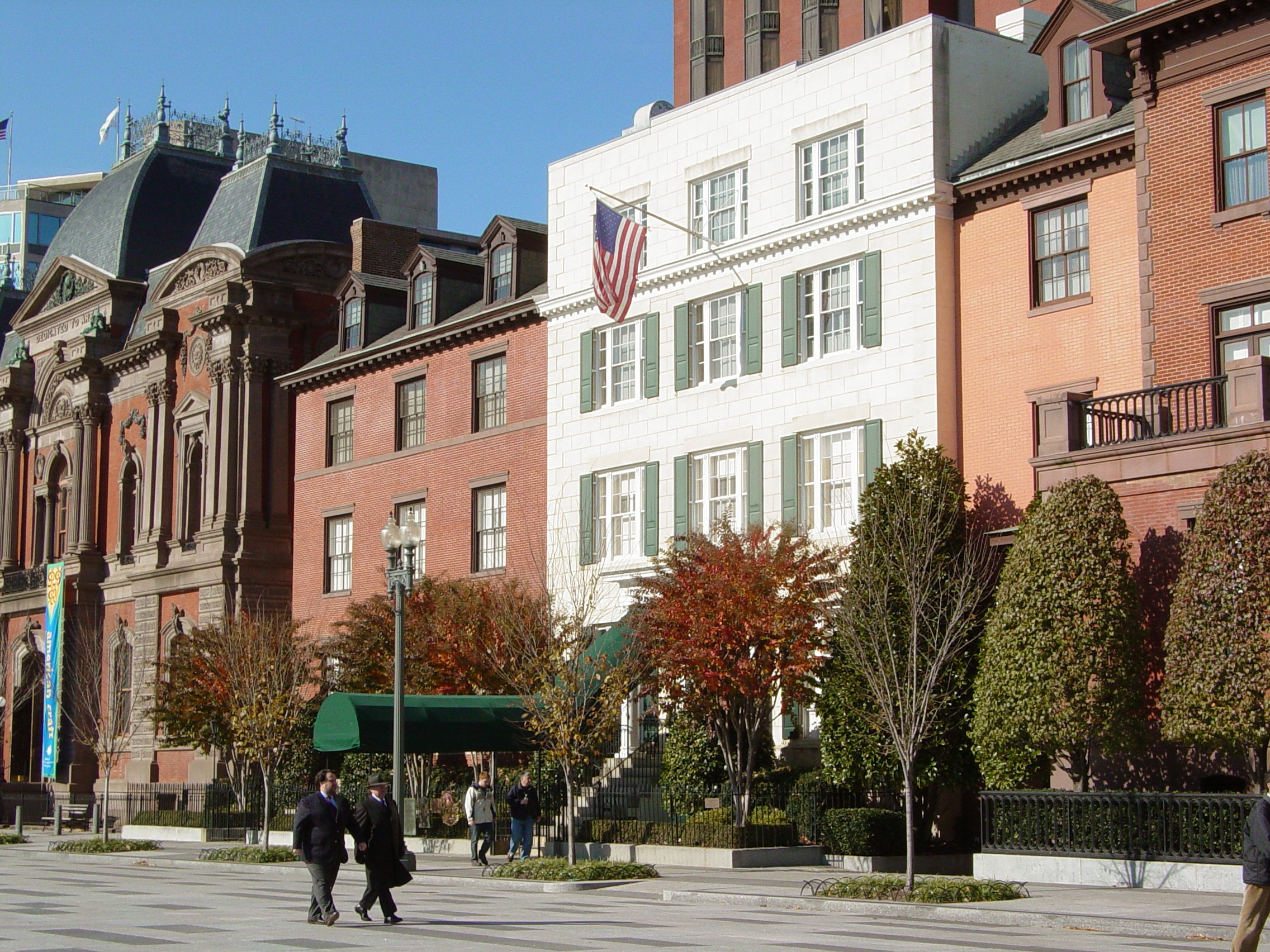
Blair House es la residencia oficial para los invitados del presidente de los Estados Unidos.

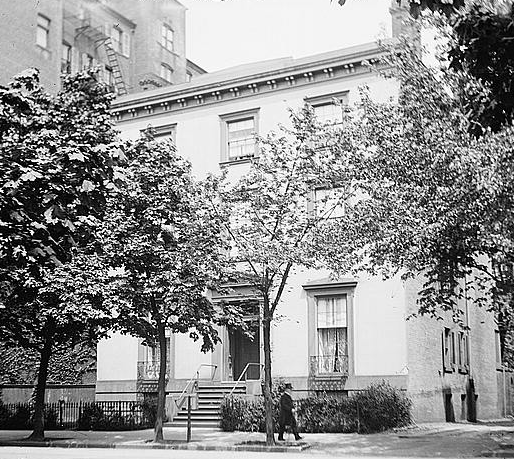
La residencia en 1919.

La Blair House (o Casa Blair) es la residencia oficial para los invitados del presidente de los Estados Unidos. Se encuentra en los números 1651.1653 de la avenida Pensilvania en el cuadrante noroeste de Washington D. C., enfrente del ala oeste de la Casa Blanca, y al lado del parque Lafayette. La casa principal se construyó en 1824 con piedra caliza de color caqui y es un ejemplo tardío de la arquitectura federal. La casa se construyó como residencia particular de Joseph Lovell, primer cirujano general de los Estados Unidos. 
Francis Preston Blair, un editor de periódicos e influyente consejero del presidente Andrew Jackson, la compró en 1836. Sería propiedad de su familia durante un siglo. 
En 1942, la casa fue comprada por el gobierno de los Estados Unidos y desde entonces ha sido la residencia oficial de los invitados del presidente de los Estados Unidos. Se usa principalmente para acoger a jefes de Estado que visitan los EE. UU., pero también se usa para invitados estadounidenses. Muchos presidentes de los Estados Unidos han pasado la noche antes de su investidura en la casa. Asimismo, el presidente George W. Bush la preparó para que las que fueron primeras damas de Estados Unidos, Nancy Reagan y Betty Ford, se quedaran en la casa y recibiesen a sus invitados después de los funerales de estado de sus maridos, los expresidentes Ronald Reagan y Gerald Ford. 
Actualmente es un complejo de cuatro casas adosadas conectadas, incluyendo la Blair House original. Durante la mayoría del tiempo de la presidencia de Harry Truman se utilizó como residencia para el presidente mientras el interior de la Casa Blanca, en la que se habían encontrado serios defectos estructurales, estaba siendo reparado. El 1 de noviembre de 1950 los nacionalistas puertorriqueños Griselio Torresola y Óscar Collazo intentaron asesinar al presidente Truman en la Blair House.
Durante los años 1980 el edificio se remodeló, con una nueva ala añadida por el norte. La casa adyacente, la Trowbridge House, está siendo renovada para servir como residencia oficial para los invitados de los expresidentes de los Estados Unidos cuando estén en la capital. La superficie combinada de las cuatro casas adyacentes es de más de 6500 m², mayor que la Casa Blanca. 

## Jefes de Estado y de gobierno huéspedes
- Carlos Menem
- Fernando de la Rúa
- Mauricio Macri
- Alberto Fernández
- Justin Trudeau
- Iván Duque Márquez
- Juan Carlos de España
- Charles de Gaulle
- Indira Gandhi
- Benjamin Netanyahu
- Vicente Fox
- Isabel II
- Margaret Thatcher
- Vladímir Putin
- Rafael Caldera
- Jair Bolsonaro